# آغ‌بلاغ (شاهبوز)
آغ‌بلاغ (به لاتین: Ağbulaq، تا ۱ مارس ۲۰۰۳ گجه‌زورGecəzur یا کچه‌زور Keçəzor، به ارمنی: Կժաձոր کژادزور یا Քաջաձոր کاژادزور) یک منطقه مسکونی در جمهوری آذربایجان است که در شهرستان شاهبوز واقع شده است. آغ‌بلاغ ۴۴۵ نفر جمعیت دارد۲]